# Max Schneider
Max Schneider (Eisleben, 20 de juliol de 1875 - Halle, 5 de maig de 1967) fou un director d'orquestra i musicòleg.
Estudià simultàniament en la Universitat i el Conservatori de Leipzig, amb Hugo Riemann i Hermann Kretzschmar i de 1897 a 1901 fou director d'orquestra de l'Òpera de Halle, però a partir d'aquesta època estudià de les ciències musicals sota la direcció de Kretzschmar, i el 1904 fou assistent de Michael Kopfermann, en la secció de música de la Biblioteca Reial i cap de la secció d'història de la música en la Universitat de Berlín. Des de 1913 és professor de la Reial Acadèmia de Música Eclesiàstica de la mateixa capital.
A més, d'un gran nombre d'articles en diaris i revistes, va publicar: Verzeichnis der bisher erschiennenen Literatur über J.S.Bach (1905); Verzeichnis der bis zum Jahre 1851 gedruckten Werke von J.S.Bach (1906); Thematisches Verzeichnis der musikalischen Werke der Familie Bach (1907), i Die alte Choralpassion in der Gegenwart.